# ينغي قلعة (قرة باشلو)
ينغي قلعة (بالفارسية: ینگی‌قلعه) هي مستوطنة تقع في إيران في قسم قرة باشلو الريفي (مقاطعة درغز). يقدر عدد سكانها بـ 428 نسمة .